# گوهرخان سلطان (دختر سلیم دوم)
گوهرخان سلطان،به ترکی (Gevherhan Sultan_گوهرهان سلطان) تلفظ میشود .(تولد ۱۵۴۴ مانیسا – مرگ مارس ۱۶۰۴ استانبول) دختر بزرگ سلطان سلیم دوم از همسرش نوربانو سلطان و هم‌چنین نوه سلطان سلیمان قانونی و خرم سلطان بود. 

## زندگی‌نامه
گوهرخان سلطان در سال ۱۵۴۴ به عنوان اولین فرزند شاهزاده سلیم و نوربانو سلطان به دنیا آمد. او در سال ۱۵۶۲ به فرمان سلیمان یکم با داماد پیالی پاشا، دریاسالار عثمانی ازدواج کرد. وی از این ازدواج صاحب چهار فرزند به نام‌های عایشه خانم سلطان که با محمد پاشا ازدواج کرد، فاطمه خانم سلطان، عاتیکه خانم سلطان و سلطانزاده محمد بیگ شد. پیالی پاشا در سال ۱۵۷۸ فوت شد و گوهرخان بیوه شد. 
گوهرخان در زمان سلطنت مراد سوم همراه با خواهرانش اسماخان سلطان و شاه سلطان از جایگاه ممتازی برخوردار بودند و همراه با مادرشان نوربانو سلطان به رقابت با صفیه سلطان می‌پرداختند.  
گوهرخان سلطان در سال ۱۵۸۰ با داماد جراح محمد پاشا دولت‌ مرد عثمانی ازدواج کرد. هنگامی که محمد پاشا در سال ۱۵۹۸ وزیراعظم شد قدرت گوهرخان افزایش یافت و در زمان سلطنت محمد سوم و احمد یکم مورد احترام بود. او رابطه خوبی با خندان والده سلطان داشت و احمد به احترام او یکی از دخترانش را گوهرخان نامید. 
گوهرخان سلطان در مارس سال ۱۶۰۴ در استانبول فوت شد. او در مقبره سلیم دوم در مسجد ایاصوفیا دفن شد.